# Mravaldzali
Mravaldzali (en georgiano: მრავალძალი) es un pueblo de Georgia ubicado en el sureste de la región de Racha-Lechjumi y Baja Esvanetia, siendo parte del municipio de Oni. 

## Geografía
Mravaldzali se encuentra en la ladera norte de la cordillera de Racha, a 30 kilómetros de Oni. 

## Historia
El pueblo se menciona por primera vez en las fuentes en el siglo XVIII. 

## Demografía
La evolución demográfica de Mravaldzali entre 2002 y 2014 fue la siguiente:
| 19                                              | 7 |
| (Fuente: Population of Georgia in Soviet times) |   |

Según los datos del censo de 2014, los georgianos suponen el 100% de la población local.

## Infraestructura

### Arquitectura, monumentos y lugares de interés
En los alrededores del pueblo está la catedral de Mravaldzali, un templo del siglo XI con bajorrelieves únicos. El templo fue restaurado en 2009.